# Commonwealth Games 2006/Badminton (Mannschaft)
Folgend die Ergebnisse und Platzierungen der Mannschaften bei den Commonwealth Games 2006 im Badminton.

## Ergebnisse

### Halbfinale
| Mannschaft 1 | Mannschaft 2 | Ergebnis |
| ------------ | ------------ | -------- |
| England      | Indien       | 3-2      |
| Malaysia     | Neuseeland   | 3-1      |

## Endstand
| Platz  | Name | Land                |
| ------ | --- | ------------------- |
| Gold   | Chin Eei Hui, Choong Tan Fook, Julia Wong Pei Xian, Lee Chong Wei, Ooi Sock Ai, Wong Choong Hann, Wong Mew Choo, Wong Pei Tty, Chan Chong Ming, Koo Kien Keat  | Malaysia            |
| Silber | Simon Archer, Robert Blair, Anthony Clark, Gail Emms, Aamir Ghaffar, Tracey Hallam, Joanne Nicholas, Nathan Robertson, Ella Tripp, Donna Kellogg               | England             |
| Bronze | Chetan Anand, Anup Sridhar, Rupesh Kumar, Valiyaveetil Diju, Sanave Thomas, Trupti Murgunde, Shruti Kurien, Saina Nehwal, Jwala Gutta, Aparna Popat            | Indien              |
| 4.     | Craig Cooper, Daniel Shirley, Geoffrey Bellingham, John Moody, Lianne Shirley, Nicole Gordon, Rachel Hindley, Rebecca Bellingham, Sara Runesten-Petersen       | Neuseeland          |
| 5      | Ashley Brehaut, Erin Carroll, Cheah Foong Meng, Glenn Warfe, Kate Wilson-Smith, Kellie Lucas, Ross Smith, Stuart Brehaut, Tania Luiz, Travis Denney            | Australien          |
| 5      | Xing Aiying, Liu Fan Frances, Hendra Wijaya, Hendri Kurniawan Saputra, Lee Yen Hui Kendrick , Li Li, Ronald Susilo, Aaron Tan Wei Kiat, Jiang Yanmei, Li Yujia | Singapur            |
| 5      | Chameera Kumarapperuma, Dinuka Karunaratne, Niluka Karunaratne, Chandrika de Silva, Thilini Jayasinghe                                                         | Sri Lanka           |
| 5      | Andrew Dabeka, Anna Rice, Charmaine Reid, Coral Nichol, Mike Beres, Philippe Bourret, William Milroy, Tammy Sun, Valérie Loker, Bobby Milroy                   | Kanada              |
| 9      | Alexander Sim, Bruce Topping, Erin Keery, Lisa Lynas, Mark Topping                                                                                             | Nordirland          |
| 9      | Alya Lewis, Charles Pyne, Garron Palmer, Nigella Saunders | Jamaika             |
| 9      | Chris Dednam, Dorian James, Kerry-Lee Harrington, Michelle Edwards                                                                                             | Südafrika           |
| 9      | Cynthia Course, Georgie Cupidon, Juliette Ah-Wan, Steve Malcouzane                                                                                             | Seychellen          |
| 13     | Alissa Dean, Andra Whiteside, Burty Molia, Filivai Molia, Ghee Ming Fong, Karyn Whiteside, Ryan Fong                                                           | Fidschi             |
| 13     | Anna Ng'ang'a, Daniel Opondo, Fred Gituku, Irene Kerimah, Victor Odera                                                                                         | Kenia               |
| 13     | Anil Seepaul, Darron Charles, Justin Siu, Kerian Quan Chee, Kerwyn Pantin, Nekeisha Blake, Rahul Rampersad                                                     | Trinidad und Tobago |
| 13     | Amrita Sawaram, Deeneshsing Baboolall, Édouard Clarisse, Karen Foo Kune, Marlyse Marquer, Shama Aboobakar, Stephan Beeharry                                    | Mauritius           |
| 17     | Clive Dunford, Elizabeth Cann, Gavin Carter, Lucy Burns, Solenn Pasturel                                                                                       | Jersey              |
| 17     | Abraham Wogute, Edwin Ekiring, Fiona Ssozi, Saudah Nabawesi | Uganda              |